# اینگبورگ شوورتسمان
اینگبورگ شوورتسمان (آلمانی: Ingeburg Schwerzmann; ۲ ژوئن ۱۹۶۷) قایقران روئینگ زن اهل آلمان بود.
وی در مسابقات کشوری و بین‌المللی در مجموع برندهٔ ۱ مدال طلا، ۲ مدال نقره شده‌است.